# Pehr Elfstrand
Pehr Elfstrand Danielsson, född 11 september 1783 i Gävle, död där 4 januari 1845, var en svensk skeppsredare, grosshandlare och riksdagsman.
Pehr Elfstrand var son till grosshandlaren och kommerserådet Daniel Elfstrand. Efter skolstudier i Gävle inträdde han i faderns firma handelshuset Dan. Elfstrand & Co.. Han studerade där och vid skeppsvarven i Gävle och sändes på flera resor till Storbritannien för utvidga sina kunskaper, och studerade då främst skeppsbyggeri, som var hans största intresse. Under en resa till Storbritannien Finska kriget blev hans fartyg kapat av ryssarna och Elfstrand förd till Gotland, men han lyckades fly. Sedan fadern 1810 trätt tillbaka från handelshuset övertogs ledarskapet där av släktingen och svågern Olof Elfbrink, medan Pehr Elfstrand fick överta firmans skeppsbyggnadsverksamhet. Han utförde även fartygsbyggnationer för andra beställare och var den främste skeppsbyggmästaren i Gävle fram till han på 1840-talet överlät verksamheten på sin andre son Per. Sedan Olof Elfbrink 1819 alltmer börjat intressera sig för järnhanteringen kom Pehr Elfstrand även att träda in på andra områden inom handelshuset. Från 1830-talet bedrev Pehr Elfstrand även rederiverksamhet med ångbåtar mellan Stockholm och Gävle. Under Pehr Elfstrands ledning köpte handelshuset även in andelar i flera järnbruk bland annat Klosters bruk och Grängshammar och firman var även engagerad i anläggandet av Kungsfors bruk.

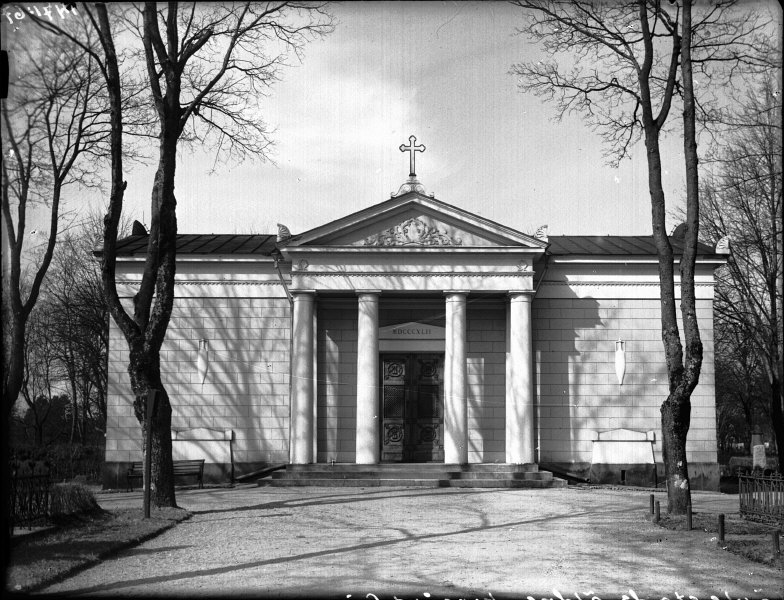
Elfbrinska gravkoret Gamla kyrkogården, Gävle

Pehr Elfstrand var 1810–1845 ledamot av handelssocieteten i Gävle, ledamot av taxeringskommittén 1811, ledamot av borgarståndet vid riksdagen 1815, ledamot av Gävleborgs läns hushållningssällskaps förvaltningsutskott 1822–1825, ordförande i direktionen för brännvinsbränneriet i Strömsbro 1833–1844 och ledamot av direktionen för Atheneum 1841–1845. Han var även ordförande i borgerskapets 24 äldste.